# Giovanni Paciarelli

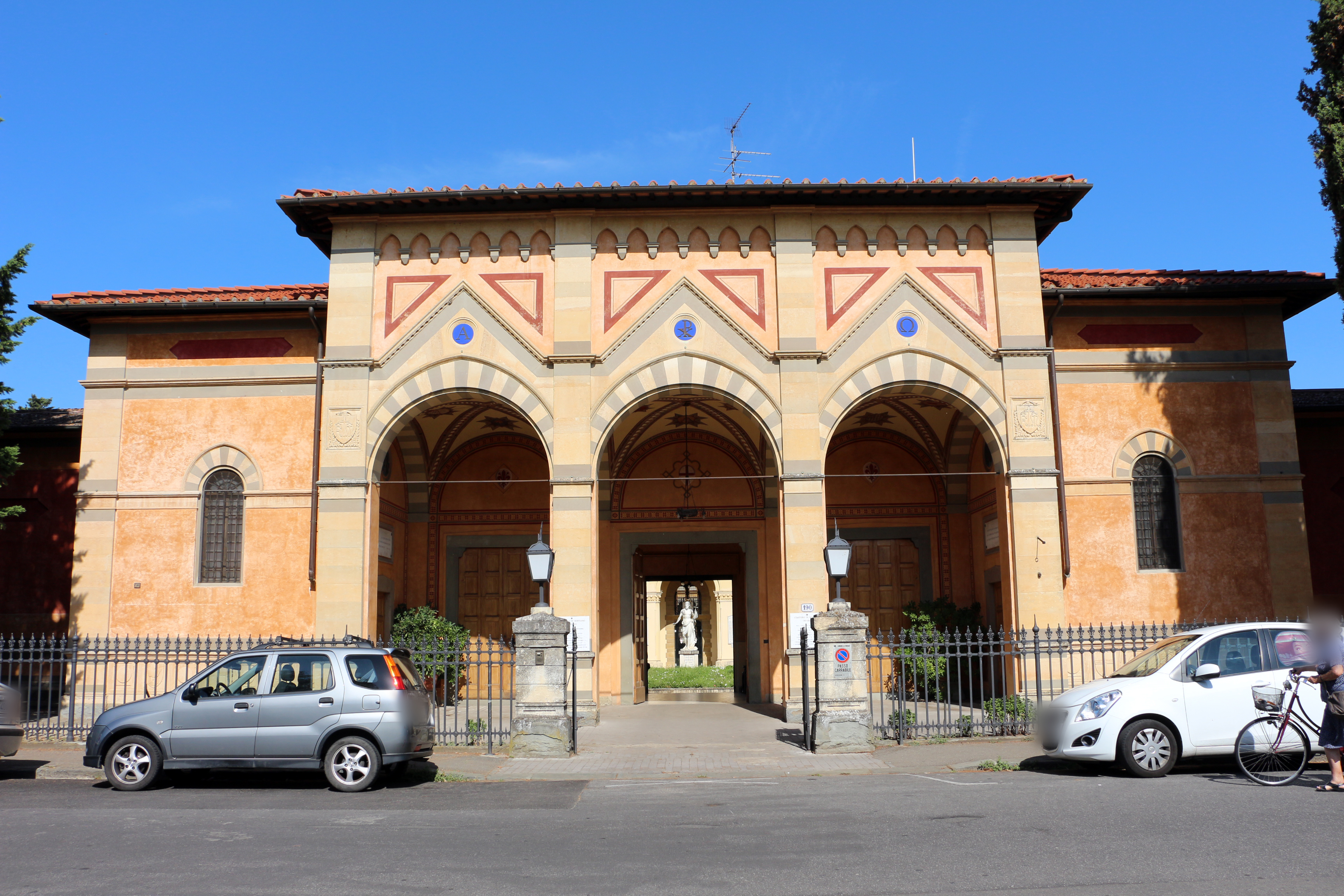
L'ingresso del cimitero di Soffiano a Firenze

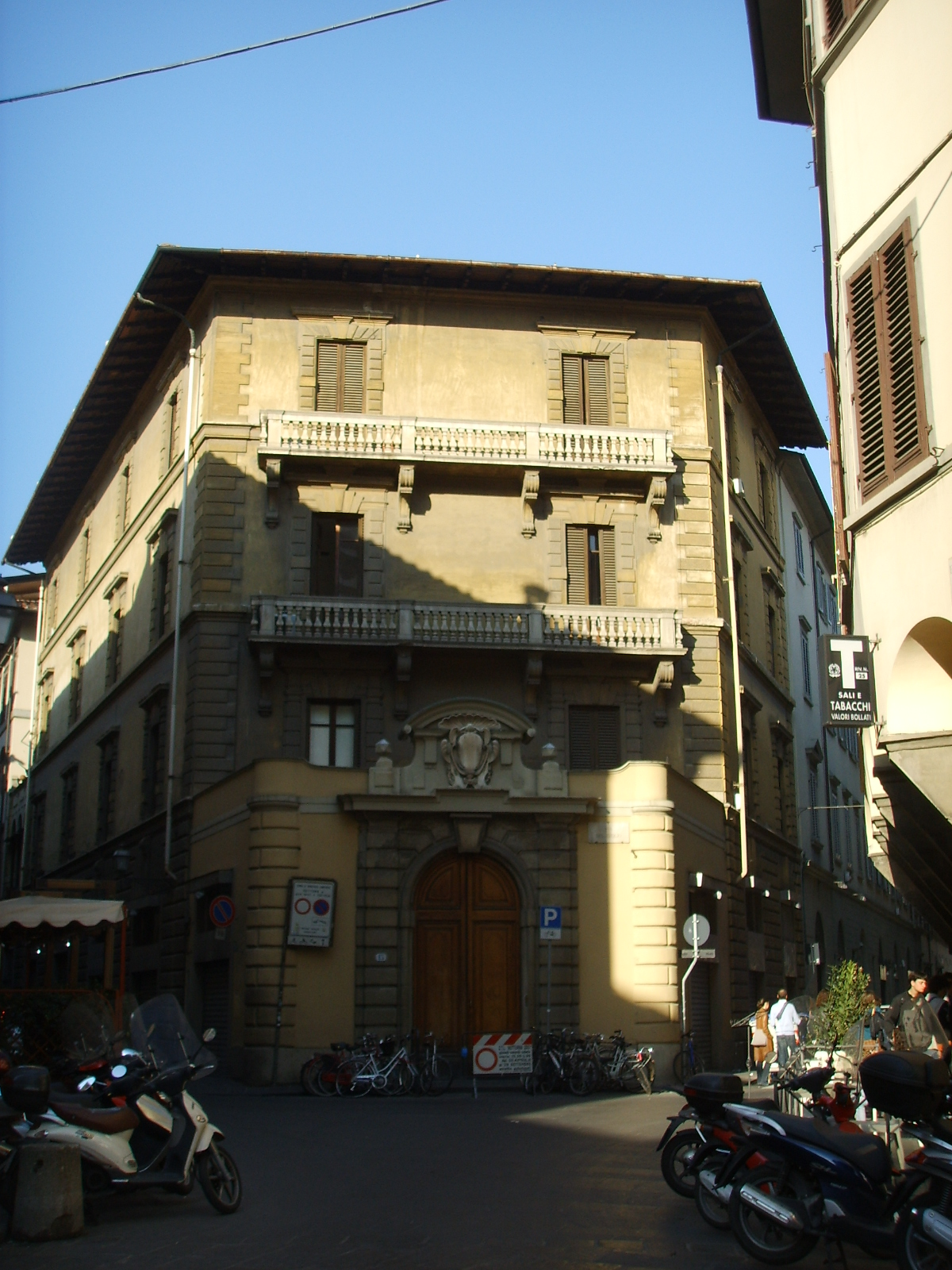
L'avancorpo di palazzo Arrighetti-Gaddi a Firenze

Giovanni Paciarelli (Siena, 1862 – Firenze, 14 gennaio 1929) è stato un architetto italiano.

## Biografia e opere
Di formazione eclettica, nel 1891-92 fu impegnato nella ristrutturazione in stile neomedievale del castello De Gubernatis di Massa e Cozzile.
Ristrutturò il cimitero di Soffiano in stile neogotico, e disegnò diverse cappelle private nei cimiteri fiorentini, come quelle a Trespiano (Interi, Gianotti), dove collaborò nelle decorazioni con la Manifattura Chini; e quelle nel cimitero delle Porte Sante, quali la Valsè-Pantellini (1892), con la quale pochi anni dopo concorse al Premio Martelli indetto dall'Accademia di belle arti di Firenze, Pisani (1900), Quaratesi (1905) e Monetti (1912, attribuzione).
Fece parte della commissione giudicatrice del concorso per il Palazzo della Pubblica Assistenza a Prato, dove prevalse il tema neomedievale.
Dopo la morte dell'ingegner Giuseppe Boccini e l'allontanamento dell'ingegner Alfonso Favi, portò a compimento la chiesa russa ortodossa di Firenze, città nella quale fu attivo anche progettando palazzine e ville in stile Liberty, dall'ornata decorazione ispirata ai Coppedè, in particolare Adolfo presente sulla scena fiorentina. Un esempio è il Grande Magazzino Pola e Todescan, in cui confluiscono reminiscenze della Secessione viennese e dello stile floreale belga. Un suo probabile intervento si registra anche nell'ampliamento della villa Donatello in viale Giacomo Matteotti, intorno agli anni venti del Novecento; tra il 1923 e il 1924 realizzò il Palazzo Arrighetti-Gaddi, con il caratteristico fronte del giardino che si insinua tra via del Melarancio e via del Giglio, e che rimanda a quello che Adolfo Coppedè aveva disegnato per il Palazzo Dudley una decina d'anni prima.
Fu sepolto nel cimitero di Soffiano.